# Hohenfelder Bucht
Die Hohenfelder Bucht ist eine Bucht im östlichen Teil der Außenalster. Sie liegt im Hamburger Stadtteil Hohenfelde des Bezirks Hamburg-Nord. Die Bucht ist denkmalgeschützt.

## Lage und Daten
Ihre Form ist nahezu rechteckig, ihre Seiten sind, mit Ausnahme einer östlichen Einbeulung, gerade. Sie ist zum Nordwesten hin mit der Außenalster verbunden. Über die Verbindung führt die Hohenfelder Brücke.
Die Bucht befindet sich zwischen den Straßen Hohenfelder Brücke/Schwanenwik, Sechslingspforte, Buchstraße und Barcastraße. An der Nordostseite liegt ein Kanu-Club.